# La Primavera (flygplats)
La Primavera är en flygplats i östra Colombia. Den ligger i La Primavera i departementet Vichada, 500 km väster om huvudstaden Bogotá. La Primavera ligger 116 meter över havet.